# 普羅旺斯統治者列表
在中世紀前期，普羅旺斯地區是法蘭克人王國墨洛溫王朝的領地範圍，直到九世紀時法蘭克王國分裂，普羅旺斯成為阿爾勒王國的一部分。九世紀末至十二世紀初，普羅旺斯由博索尼德王朝統治，隨後巴塞隆納王朝、安茹-西西里王朝先後藉由婚姻入主普羅旺斯。1481年，普羅旺斯併入法國王權領地。

## 普羅旺斯國王
- 普羅旺斯的查理，855年—863年
- 普羅旺斯的博索，879年—887年
- 瞎子路易，887年—928年
- 阿爾勒的于格，911年—933年

## 普羅旺斯伯爵
- 博松二世（英语：Boso II of Arles），949年—967年
- 威廉一世，968年—992年
- 洛特博爾一世（英语：Rotbold I, Count of Provence），968年—1008年（與弟弟威廉一世共同在位）
- 威廉二世，994年—1018年
- 若弗魯瓦一世，1018年—1062年（與兄弟威廉四世（英语：William IV of Provence）、福爾克·貝特蘭（英语：Fulk Bertrand of Provence）共同在位）
- 貝特蘭二世（英语：Bertrand II of Provence），1062年—1093年
- 格貝爾加（英语：Gerberga, Countess of Provence），1093年—1112年
- 杜絲一世（英语：Douce I, Countess of Provence），1112年—1127年（與丈夫雷蒙-貝倫格一世共同在位）
- 貝倫格-雷蒙，1131年—1144年
- 雷蒙-貝倫格二世（英语：Ramon Berenguer II, Count of Provence），1144年—1166年
- 杜絲二世（英语：Douce II, Countess of Provence），1166年
- 阿爾方斯一世，1166年—1173年
- 雷蒙-貝倫格三世，1173年—1181年
- 魯西永的桑切（英语：Sancho, Count of Provence），1181年—1185年
- 阿爾方斯二世，1185年—1209年
- 雷蒙-貝倫格四世，1209年—1245年
- 普羅旺斯的貝亞特麗絲（英语：Beatrice of Provence），1245年—1267年

貝亞特麗絲嫁給安茹的查理，此後普羅旺斯為安茹-西西里王朝領地。